# Grand Prix Stanów Zjednoczonych 1965
Grand Prix Stanów Zjednoczonych 1965 (oryg. United States Grand Prix) – 9. runda Mistrzostw Świata Formuły 1 w sezonie 1965, która odbyła się 3 października 1965, po raz 5. na torze Watkins Glen.
Było to 7. Grand Prix Stanów Zjednoczonych zaliczane do Mistrzostw Świata Formuły 1.

## Klasyfikacja
| Legenda oznaczeń w tabelach wyników Wyświetl szablon na nowej stronie | Legenda oznaczeń w tabelach wyników Wyświetl szablon na nowej stronie                                                                     |
| Oznaczenie                                                            | Wyjaśnienie |
| --------------------------------------------------------------------- | --- |
| Złoty                                                                 | Zwycięzca lub mistrzostwo |
| Srebrny                                                               | 2. miejsce lub wicemistrzostwo |
| Brązowy                                                               | 3. miejsce lub II wicemistrzostwo |
| Zielony                                                               | Ukończył, punktował (w klasyfikacji generalnej, gdy zdobył co najmniej jeden punkt na przestrzeni sezonu, poza trzema powyższymi opcjami) |
| Niebieski                                                             | Ukończył, nie punktował (w klasyfikacji generalnej, gdy nie zdobył co najmniej jednego punktu na przestrzeni sezonu)                      |
| Czerwony                                                              | Nie zakwalifikował się (NZ) |
| Czerwony                                                              | Nie prekwalifikował się (NPK) |
| Różowy                                                                | Nie ukończył (NU) |
| Różowy                                                                | Niesklasyfikowany (NS) (w klasyfikacji generalnej, gdy nie został sklasyfikowany w żadnym wyścigu sezonu)                                 |
| Czarny                                                                | Zdyskwalifikowany (DK) |
| Czarny                                                                | Wykluczony (WYK/EX) |
| Biały                                                                 | Nie wystartował (NW) |
| Biały                                                                 | Kontuzjowany (K/INJ) |
| Biały                                                                 | Wyścig odwołany (OD/C) |
| Bez koloru                                                            | Został wycofany (WYC/WD) |
| Bez koloru                                                            | Nie przybył (NP/DNA) |
| Bez koloru                                                            | Nie brał udziału w treningach (NT/DNP) |
| Bez koloru                                                            | Nie został zgłoszony (–) |
| Pogrubienie                                                           | Start z pole position |
| Kursywa                                                               | Najszybsze okrążenie wyścigu |
| †                                                                     | Nie ukończył, ale jego rezultat został zaliczony ze względu na przejechanie więcej niż 90% dystansu wyścigu.                              |
| *                                                                     | Sezon w trakcie |
| 1/2/3                                                                 | Punktowana pozycja w sprincie |
| Lista systemów punktacji Formuły 1                                    | |

| Poz. | Nr. | Kierowca        | Konstruktor    | Okrążeń | Czas/powód NU   | Poz. start. | Punktów |
| ---- | --- | --------------- | -------------- | ------- | --------------- | ----------- | ------- |
| 1    | 3   | Graham Hill     | BRM            | 110     | 2:20:36.1       | 1           | 9       |
| 2    | 8   | Dan Gurney      | Brabham-Climax | 110     | +12.5 sek.      | 8           | 6       |
| 3    | 7   | Jack Brabham    | Brabham-Climax | 110     | +57.5 sek.      | 7           | 4       |
| 4    | 2   | Lorenzo Bandini | Ferrari        | 109     | +1 okrążenie    | 5           | 3       |
| 5    | 14  | Pedro Rodríguez | Ferrari        | 109     | +1 okrążenie    | 15          | 2       |
| 6    | 10  | Jochen Rindt    | Cooper-Climax  | 108     | +2 okrążenia    | 13          | 1       |
| 7    | 11  | Richie Ginther  | Honda          | 108     | +2 okrążenia    | 3           |         |
| 8    | 15  | Jo Bonnier      | Brabham-Climax | 107     | +3 okrążenia    | 10          |         |
| 9    | 24  | Bob Bondurant   | Ferrari        | 106     | +4 okrążenia    | 14          |         |
| 10   | 21  | Richard Attwood | Lotus-BRM      | 101     | +9 okrążeń      | 16          |         |
| 11   | 16  | Jo Siffert      | Brabham-BRM    | 99      | +11 Okrążeń     | 11          |         |
| 12   | 18  | Moisés Solana   | Lotus-Climax   | 95      | +15 Okrążeń     | 17          |         |
| 13   | 12  | Ronnie Bucknum  | Honda          | 92      | +18 Okrążeń     | 12          |         |
| NU   | 4   | Jackie Stewart  | BRM            | 12      | Zawieszenie     | 6           |         |
| NU   | 5   | Jim Clark       | Lotus-Climax   | 11      | Silnik          | 9           |         |
| NU   | 9   | Bruce McLaren   | Cooper-Climax  | 11      | Ciśnienie oleju | 2           |         |
| NU   | 6   | Mike Spence     | Lotus-Climax   | 9       | Silnik          | 4           |         |
| NU   | 22  | Innes Ireland   | Lotus-BRM      | 9       | Prz. zdrowotne  | 18          |         |